# Ричмонд, Чарльз Уоллес
Чарльз Уоллес Ричмонд (31 декабря 1868 — 19 мая 1932) — американский орнитолог. Наиболее известен как автор компиляции латинских имен птиц, известной как Указатель Ричмонда (англ. Richmond Index).

## Биография
Потерял мать в возрасте 12 лет. В молодости подрабатывал мелким служащим в Палате представителей Конгресса США. Эта работа позволяла ему пользоваться библиотекой, где было много книг о птицах. Юношеские встречи с Робертом Риджуэем в значительной мере повлияли на его интересы. Затем Ричмонд поступил на работу в Геологическую службу США и отправился в экспедицию в штат Монтана.
В возрасте 21 года Ричмонд начал вести картотеку и затем продолжал пополнять её на протяжении всей жизни. После поездки с исследовательскими целями в Никарагуа Ричмонд поступил на работу в Смитсоновский институт, сперва в качестве сторожа, затем как ассистент, с 1894 г. как заместитель заведующего отделом птиц. В 1897 г. окончил отделение медицины Джорджтаунского университета.

## Память
В его честь была названа птица Richmondena cardinalis (называлась так с 1918 по 1983 год).